# Sklavenhandel auf Timor
Der Sklavenhandel auf Timor war neben dem Handel mit Sandelholz bis ins 19. Jahrhundert die am meisten Profit bringende Erwerbsquelle von Händlern, welche die Insel Timor ansteuerten.

## Geschichte

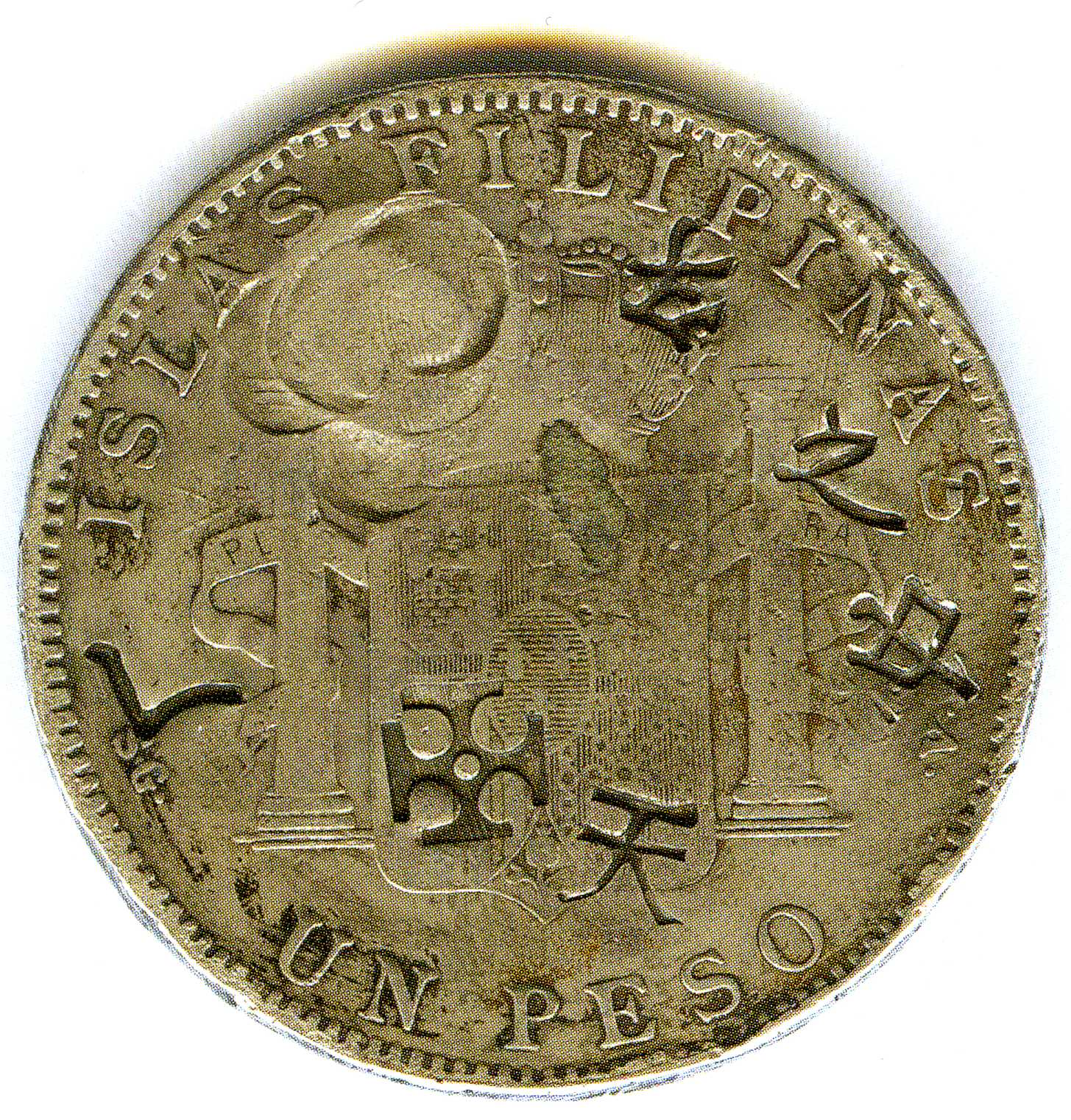
Spanisch-philippinische Münze, die auf Timor im Gebrauch war, mit chinesischen Einstanzungen und Christuskreuz

Sklaven waren zumeist Kriminelle, die der Todesstrafe auf diese Weise entgangen waren, oder Kriegsgefangene aus den Konflikten zwischen den zahlreichen kleinen Reichen, aus denen Timor bestand. Die Versklavung von Männern, Frauen und Kindern anderer Reiche war Teil der Kriegstradition. In den meisten Fällen wurden sie nur so lange in Sklaverei gehalten, bis sie von Verwandten ausgelöst oder gegen eigene Familienmitglieder ausgetauscht wurden. Sklaven wurden aber auch dauerhaft gehalten oder gehandelt. Sie bildeten die unterste Schicht der alten, timoresischen Gesellschaft, wurden aber nicht unbedingt schlecht behandelt und waren auch nicht rechtlos. Teilweise wurden sie sogar als Teil der Familie angesehen. Manchmal verkauften Eltern ihre Kinder in die Sklaverei, es konnte aber auch infolge von Bündnissen, die durch Heiraten bekräftigt wurden, sein, dass die Ehemänner den Status eines Sklaven im Clan der Ehefrau erhielten. Meistens war aber in Timor bis weit in das 20. Jahrhundert auch der Status der Frau innerhalb der Gesellschaft sehr niedrig, gerade in jenen Gebieten, in die die Missionierung noch nicht vorgedrungen war.
Der Sklavenhandel wurde in erster Linie durch chinesische und Händler aus Makassar betrieben, ab dem 17. Jahrhundert auch durch die Niederländer. Der Küstenort Atapupu trägt aus dieser Zeit seinen Namen. In der lokalen Sprache Tetum bedeutet er „Hafen der Sklaven“. Portugal beteiligte sich nicht direkt, unternahm aber genauso wenig wie die katholische Kirche etwas gegen diese Praxis. Immerhin brandmarkte der Bischof von Malakka 1752 den holländischen Handel von timoresischen Sklaven, die auch an Chinesen und Araber verkauft wurden, als Verbrechen, das bei Katholiken zur Exkommunikation führen würde. Der niederländische Kommandant (Opperhoofd) Hans Albrecht von Plüskow von Kupang (1758 bis 1760) besaß alleine 140 Sklaven.
Timoresische Sklaven wurden nach Makassar und von dort weiter nach Macau, Palembang, Jambi, Aceh und die Pfefferanpflanzungen auf Südborneo gebracht. Zum Hauptabnehmer wurde aber in dieser Zeit Batavia (das heutige Jakarta). Nahezu jedes Schiff, das von Timor aus den Hafen erreichte, hatte Sklaven an Bord. Von den Niederländern wurden timoresische Sklaven im gesamten Archipel eingesetzt, so in den Muskatnussplantagen auf den Banda-Inseln, nachdem 1621 die Ureinwohner ausgerottet waren. Anfang des 19. Jahrhunderts kostete ein männlicher Sklave 30 bis 40 Piaster, während man für eine Frau 100 Piaster zahlte.
Bis weit ins 19. Jahrhundert hinein wurde der Sklavenhandel von beiden Teilen Timors aus betrieben, von dem auch die Nachbarinseln betroffen waren. So zum Beispiel Solor und Roti. Ab 1854 wurde die Sklaverei in Portugiesisch-Timor offiziell verboten, doch es dauerte lange, dies bei den einheimischen Herrschern durchzusetzen. De facto blieb die Sklavenhaltung bei ihnen bis weit ins 20. Jahrhundert bestehen, wenn auch in Form von wirtschaftlichen Bindungen und einer Dienerschaft.

## Belege
- Geoffrey C. Gunn: History of Timor, verfügbar vom Centro de Estudos sobre África, Ásia e América Latina, CEsA der TU-Lissabon (PDF-Datei; 805 kB).
- Monika Schlicher: Portugal in Osttimor. Eine kritische Untersuchung zur portugiesischen Kolonialgeschichte in Osttimor 1850 bis 1912. Abera, Hamburg 1996, ISBN 3-931567-08-7, (Abera Network Asia-Pacific 4), (Zugleich: Heidelberg, Univ., Diss., 1994).